# Antonio Castello
Antonio Castello (ur. 23 kwietnia 1945 w Rzymie) – włoski kolarz torowy, dwukrotny medalista mistrzostw świata.

## Kariera
Pierwszy sukces w karierze Antonio Castello osiągnął w 1966 roku, kiedy wspólnie z Cipriano Chemello, Gino Pancino i Luigim Roncaglią zdobył złoty medal w drużynowym wyścigu na dochodzenie podczas mistrzostw świata we Frankfurcie. W tej samej konkurencji, razem z Pietro Algerim, Giacomo Bazzanem i Giorgio Morbiato zdobył ponadto srebrny medal na rozgrywanych w 1969 roku mistrzostwach świata w Antwerpii. Nigdy nie wystartował na igrzyskach olimpijskich.